# Ghare Tape
Ghare Tape – wieś w Iranie, w ostanie Azerbejdżan Zachodni, w szahrestanie Mijandoab. W 2006 roku liczyła 864 mieszkańców.